# Gyász a zsidó vallásban
A zsidó vallásban a gyász különböző időszakaszaihoz más-más előírások tartoznak. Két fő részre oszthatjuk a szokásokat: a temetés előtti (aninut) és temetés utáni időszakra (avelut). A temetést követően az első hét nap (süve) a legmélyebb gyászidőszak, majd következik egy egyhónapos (selósim) periódus és a gyászév. A gyászév leteltével, a halál évfordulóján szokás sírkövet emelni. Az előírások értelmezése és végrehajtásának módja az idők alatt változott.

## Temetés előtti időszak(aninut)
Amíg nincs eltemetve a halott, ami egytől három napig terjedő időszak lehet, a legközelebbi hozzátartozók mély gyászt kötelesek tartani. Nem szabad húst enniük, sem bort inniuk, semmilyen érzéki élvezettel élniük – ide tartozhat bármi, ami a gyászolót boldogsággal töltené el. Fel van mentve a gyászoló a vallási szertartások gyakorlása alól is: nem kell dicsőítő imákat mondania, nem kell áment sem mondania. Ha azonban szombat beleesik a temetés előtti időszakba, akkor csak érzéki élvezetekkel nem élhet a gyászoló, de minden más szombattal kapcsolatos szokást megtarthat, a szombat kimenetele után azonban továbbra sem mondhat a temetésig semmilyen imát.
Újszülött fiú körülmetélését inkább a temetés utánra kell szervezni, ha mégis temetés előtt van, akkor az apát az ima mondásában helyettesíteni kell.
A gyászoló számára ugyanakkor meg van engedve: elhagynia a házat, temetési ügyeket intéznie. Semmit sem szabad a temetés előkészítése elé helyezni, azonban halaszthatatlan munka- és üzleti ügyek elrendezésére egyes rabbik engedélyt adnak.
A ruha megszaggatása (keria) – ma csak kisebb bevágás a ruhába –, a gyász, a fájdalom külső kifejezése különösen azokra nézve előírás, akiknek süvét kellett ülniük. Általában jobb oldalt, ha szülőt gyászol a gyerek, bal oldalt kell a ruhát bevágni. Azonban 30 napnál fiatalabb csecsemőkért nincs keria.

## Temetés utáni gyászszertartási szokások és rendeletek(avelut)
Az előírások a közeli rokonokra vonatkoznak, ide tartoznak az elhunyt szülei, testvérei, féltestvérei, házastársa, gyerekei. Mostohaszülők, mostohatestvérek és más rokonok számára nem kötelező a gyászszokások megtartása. A temetés után közvetlenül megkezdődő gyászidőszak három szakaszból áll.
1. Süve / sivá: az első időszak, a temetést követő hét nap, gyászhét. A gyászolók nem hagyhatják el a házat süve alatt, nem ülhetnek székre vagy pamlagra, különös tekintettel a halott székére, ezt szabadon kell majd hagyni körülbelül egy évig. De nem kell egész nap ülnie a gyászolóknak, járkálhatnak, állhatnak is. A héten végig a beszakított (bevágott) gyászruhát kell viselni, és a gyászolás helyén (szobában) cipő nélkül kell lenni, csak a szobát elhagyva szabad felhúzni. Ha valaki beteg és ártalmas lehet az egészségére a süve, akkor mellőzhetik a gyászszertartást. A betegek mellett a 12/13 év alatti gyerekekre sem vonatkozik kötelezően ez a gyászszertartás.
A temetés utáni első étkezésre szokás ételt küldeni a gyászolóknak – főtt tojást, zsemlét (kenyeret), bort –, hogy ne a sajátjából fogyasszon. Ezt vagy az ismerősök teszik meg, vagy a hitközség temetési ügyekkel foglalkozó szervezete, a hevra kadisa. A gyászolókat otthonukban keresik fel a rokonok, barátok, hogy vigasztalják őket.
A gyászhéten tiltott a hajvágatás, borotválkozás, fürdőzés, nemi élet. Tilos eljárni dolgozni, de ha halaszthatatlan ügyről van szó, amely otthonról is végezhető, akkor azt el lehet intézni. Bizonyos hivatást űző emberek kivételt képeznek ez alól: orvos, tanító, koldus, körülmetélő; és a háziasszony is elvégezheti a házimunkát. Nem lehet eljegyzést, lakodalmat tartani süve alatt, ha azonban nagy anyagi veszteség származna az elhalasztásból, akkor meg lehet tartani az esküvőt, de csak mértékkel szabad örülni.
2. Selósim: a második időszak, a temetéstől számított harminc nap, vagyis a gyászhét időszaka is beleszámít ebbe. Ilyenkor nem szokás szórakozni, zenés helyre menni. Továbbra sem szabad hajat vágni, borotválkozni, új ruhát vásárolni, azt felvenni. Ha a szüleit gyászolja valaki, akkor gyászruhában kell lennie a selósim végéig, lakomán pedig egy évig nem vehet részt. A temetést követően harminc napig nem szokás kimenni a temetőbe a sírhoz, azonban a harmincadik napon igen, és ekkor hagyományos temetői imákat kell mondani.
A harminc napos intervallumba eső szombaton vagy ünnepnapon szomorúságnak nincs helye, meg kell tartani az ünnepet.
3. Gyászév: a harmadik időszak, amelyet csak szülők halála esetén kell tartani. A temetést követő 11 hónapban kaddist mondanak az elhunyt emlékére. A gyászév leteltével szokás sírkövet állítani. 